# Pleisenspitze
Die Pleisenspitze ist ein 2569 m ü. A. hoher Berg im Karwendel in Tirol.

## Lage und Umgebung
Die Pleisenspitze stellt den westlichsten Pfeiler der Hinterautal-Vomper-Kette, die auch als Karwendelhauptkette bezeichnet wird, dar. Nach Südosten hin liegt nur noch der 1605 m ü. A. hohe Kienleitenkopf, bevor die Kette östlich von Scharnitz (964 m ü. A.) endet. Im Süden der Pleisenspitze verläuft das von der Isar durchflossene Hinterautal, im Nordwesten das Karwendeltal. Nach Osten hin setzt sich die Hinterautal-Vomper-Kette zur 2541 m ü. A. hohen Larchetkarspitze fort.
Nach Norden und Osten hin ist die Pleisenspitze von steilen Felswänden geprägt, die ins Karwendeltal bzw. zum östlich gelegenen Mitterkar hin abfallen. Nach Südwesten hin erstreckt sich ein ausgedehntes Kar, das Vorderkar. Eingerahmt wird das Vorderkar von zwei ausgeprägten Graten, dem Vorderen Pleisengrat im Westen und dem Hinteren Pleisengrat im Osten. Der Vordere Pleisengrat trägt den 2320 m ü. A. hohen Boßmannturm.

## Geologie, Flora und Fauna
Geologisch ist die Pleisenspitze aus Wettersteinkalk aufgebaut. Oberhalb von 2000 m ü. A. wird der Berg von Fels und Schutt geprägt, darunter erstrecken sich ausgedehnte Latschengürtel. Die Waldgrenze liegt im Südwesten bei etwa 1800 m ü. A., ansonsten deutlich tiefer.
Im Bereich der Pleisenspitze befinden sich mehrere Höhlen. Neben dem südöstlich des Gipfels im Mitterkar gelegenen Anton-Gaugg-Eisschacht und der Mitterkarhöhle ist vor allem die Vorderkarhöhle zu erwähnen. Sie liegt auf 1848 m ü. A. knapp oberhalb der Pleisenhütte. In der 100 Meter langen Höhle mit einem Gesamthöhenunterschied von 33 Metern fand 1950 der damalige Wirt der Pleisenhütte, Toni Gaugg, mit einigen Begleitern die Überreste eines hier verendeten Elchkalbes. Dieser Fund, dessen Alter auf 7000–8000 Jahre geschätzt wird, gilt als Besonderheit, da das postglaziale Vorkommen des Elchs in dieser Region und Höhenlage bislang nicht belegt war.

## Stützpunkte und Wege
Bedeutendster Ausgangspunkt für eine Besteigung der Pleisenspitze ist Scharnitz. Als wichtiger Stützpunkt ist die auf 1757 m ü. A. unterhalb des Vorderen Pleisengrates gelegene Pleisenhütte zu nennen. Von hier führt der Normalweg leicht und großteils markiert über das Vorderkar und dann über den breiten Gratrücken des Hinteren Pleisengrates (auch „die Pleisen“ genannt) zum Gipfel. Von der Hütte sind für den Aufstieg etwa zwei Stunden zu veranschlagen.
Der nordseitige Anstieg von der Larchetalm im Karwendeltal ist mit Schwierigkeitsgrad III- (UIAA) deutlich schwieriger. Eine weitere nordwestseitige Route vom Karwendeltal durch die Schuttrinne Pleisenreise (UIAA II) wird vorwiegend im Abstieg benutzt. Weitere Routen wie die Nordwand (IV), der Nordwestgrat (IV) und der Ostgrat (IV+) sind von untergeordneter Bedeutung. Am Vorderen Pleisengrat und dem Boßmannturm finden sich mehrere Kletterrouten der Schwierigkeiten V+ bis VI-.
Die Pleisenspitze ist auch im Winter für Skitouren- und Schneeschuhgänger ein beliebtes Tourenziel (bis zur Hütte auch zu Fuß möglich), wobei die Route im Wesentlichen dem Normalweg folgt.